# Gloripallium
Gloripallium is een geslacht van tweekleppigen uit de familie van de Pectinidae (mantelschelpen).

## Soorten
- Gloripallium maculosum (Forsskål in Niebuhr, 1775)
- Gloripallium pallium (Linnaeus, 1758)
- Gloripallium sanguinolentum (Gmelin, 1791)
- Gloripallium speciosum (Reeve, 1853)
- Gloripallium spiniferum (Sowerby I, 1835)